# Ralph Kirk James
Ralph Kirk James (ur. 1906 w Chicago, zm. 31 marca 1994 w Annapolis) – amerykański wojskowy i inżynier, kontradmirał United States Navy, szef Bureau of Ships w latach 1959–1963.

## Życiorys
Ukończył Akademię Marynarki Wojennej w 1928. W 1933 uzyskał dyplom Massachusetts Institute of Technology. Służył w korpusie konstruktorów marynarki, następnie w Puget Sound Naval Shipyard, na tendrze niszczycieli USS „Whitney” w składzie Floty Pacyfiku oraz w Bureau of Ships. W 1942 został członkiem misji dyplomatycznej admirała Williama Glassforda do władz Francuskiej Afryki Zachodniej, towarzyszył mu również na konferencji w Casablance. Od 1943 brał udział w działaniach wojennych na Oceanie Spokojnym, najpierw jako oficer odpowiedzialny za koordynację napraw jednostek w akwenie południowego Pacyfiku z kwaterą na Espiritu Santo, następnie jako dowódca Service Squadron 10 na wyspie Manus.
Po zakończeniu wojny pracował jako kontroler w Bureau of Ships i komendant Long Beach Naval Shipyard. W 1956 awansował do stopnia kontradmirała (Rear Admiral). W kwietniu 1959 został szefem Bureau of Ships i pełnił tę funkcję do przejścia w stan spoczynku w czerwcu 1963. Na emeryturze pozostał aktywnym inżynierem, uczestniczył m.in. w opracowywaniu projektu pierwszego amerykańskiego poduszkowca. Zmarł w 1994 wskutek zapalenia płuc.